# Freddy Ñáñez
Freddy Ñáñez est un poète, musicien et homme politique vénézuélien, né le 15 avril 1976 à Petare. Après avoir été ministre de la Culture en 2016, il est nommé président de la chaîne de télévision publique Venezolana de Televisión fin 2017. Il est l'actuel ministre de la Communication et de l'Information depuis le 20 octobre 2020 sous la présidence de Nicolás Maduro.